# Ix Chel

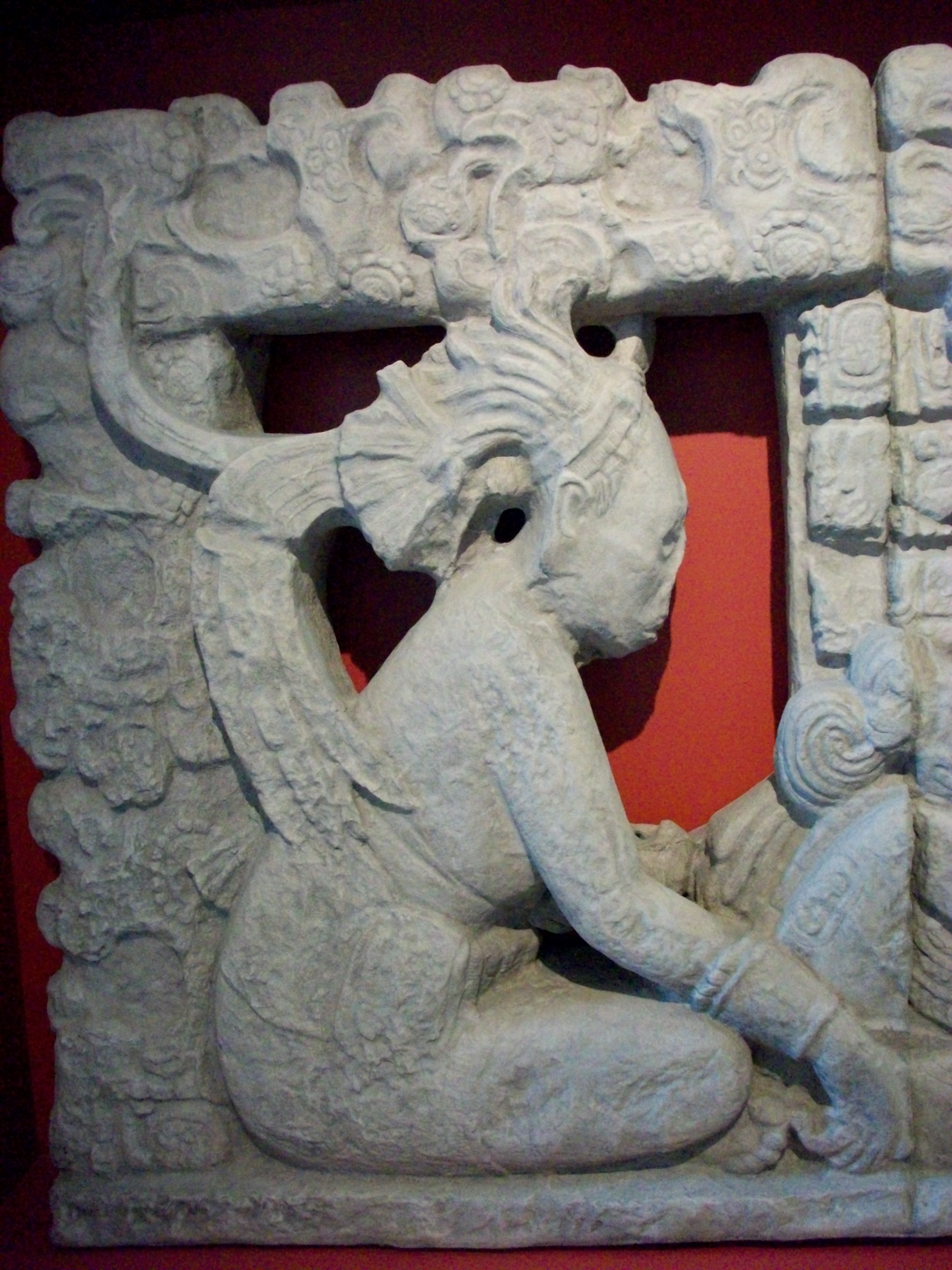
Ixchel reprezentată într-o sculptura

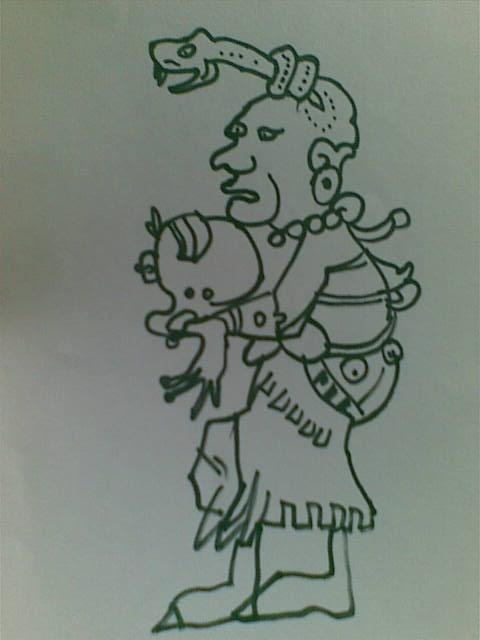
Ixchel, reprezentare aproximativă inspirată din Codexul Dresden

Ixchel în Codexul Dresden.

Ix Chel este zeița mayașă a ploii, a Lunii, a Pământului și a războiului. Are urechi și gheare de jaguar, apare reprezentată și cu cornul Zeului Jaguar al focului terestru, sugerând că ea ar putea fi soția acestui zeu. Chel se presupune că ar însemna curcubeu.